# Praça Joanópolis
A Praça Joanópolis é uma praça localizada na cidade brasileira de São Paulo, no bairro do Sumaré. É notória por situar-se à ladeira conhecida como "descida do Sumaré", tida como um dos berços do skate no Brasil.